# خوليو ديلي فالديز
خوليو سيزار ديلي فالديز (بالإسبانية: Julio César Dely Valdés)‏ (مواليد 12 مارس 1967 في كولون) لاعب كرة قدم بنمي دولي معتزل كان يجيد اللعب في خط الهجوم .